# Leptotettix uypiranga
Leptotettix uypiranga är en insektsart som beskrevs av Piza Jr. 1973. Leptotettix uypiranga ingår i släktet Leptotettix och familjen vårtbitare. Inga underarter finns listade i Catalogue of Life.